# Unity (Nuevo Hampshire)
Unity es un pueblo ubicado en el condado de Sullivan en el estado estadounidense de Nuevo Hampshire. En el Censo de 2010 tenía una población de 1.671 habitantes y una densidad poblacional de 17,35 personas por km².

## Geografía
Unity se encuentra ubicado en las coordenadas 43°17′58″N 72°16′28″O / 43.29944, -72.27444. Según la Oficina del Censo de los Estados Unidos, Unity tiene una superficie total de 96.29 km², de la cual 95.61 km² corresponden a tierra firme y (0.7%) 0.68 km² es agua.

## Demografía
Según el censo de 2010, había 1.671 personas residiendo en Unity. La densidad de población era de 17,35 hab./km². De los 1.671 habitantes, Unity estaba compuesto por el 97.43% blancos, el 0.42% eran afroamericanos, el 0.18% eran amerindios, el 0.3% eran asiáticos, el 0% eran isleños del Pacífico, el 0.06% eran de otras razas y el 1.62% pertenecían a dos o más razas. Del total de la población el 0.84% eran hispanos o latinos de cualquier raza.